# Brdarica
Brdarica (cyr. Брдарица) – wieś w Serbii, w okręgu maczwańskim, w gminie Koceljeva. W 2011 roku liczyła 1210 mieszkańców.